# Hypoponera reichenspergeri
Hypoponera reichenspergeri är en myrart som först beskrevs av Santschi 1923.  Hypoponera reichenspergeri ingår i släktet Hypoponera och familjen myror. Inga underarter finns listade i Catalogue of Life.

## Bildgalleri

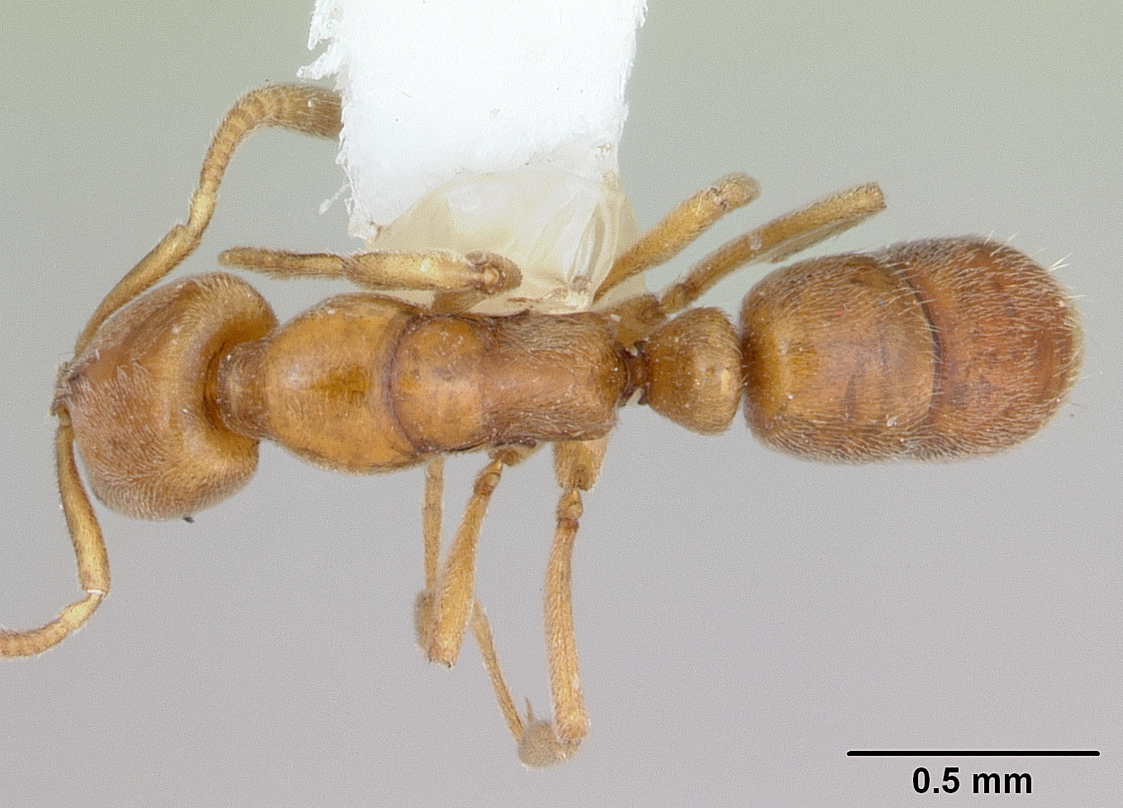
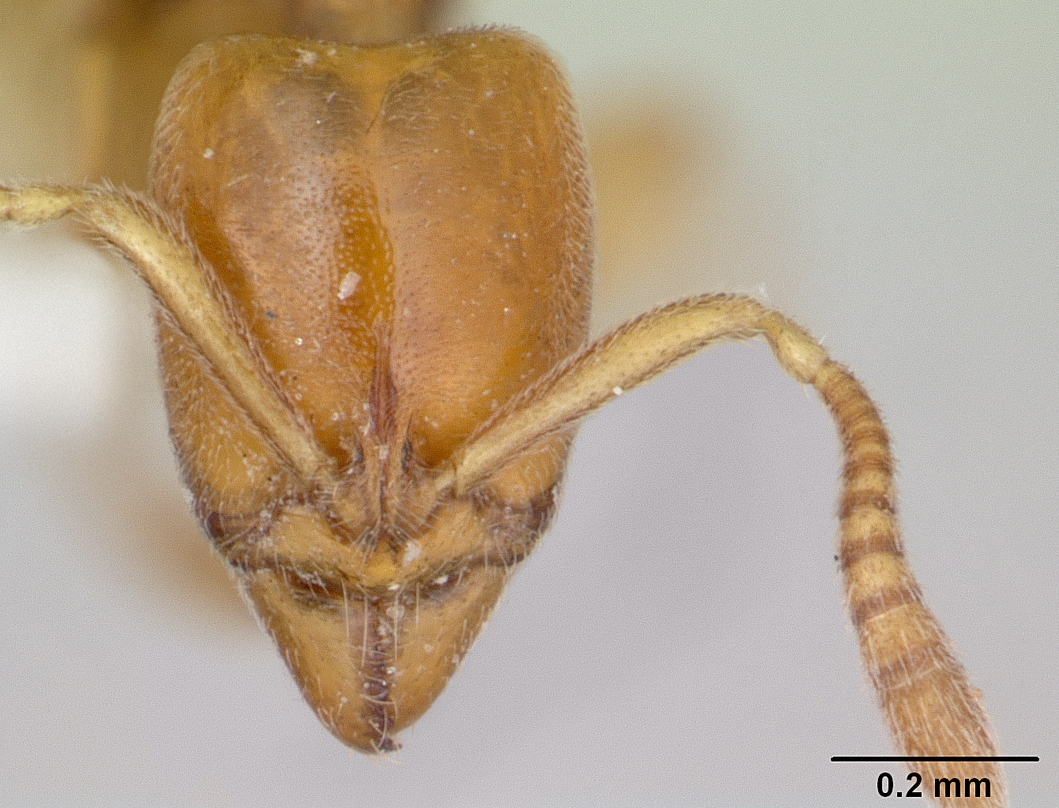
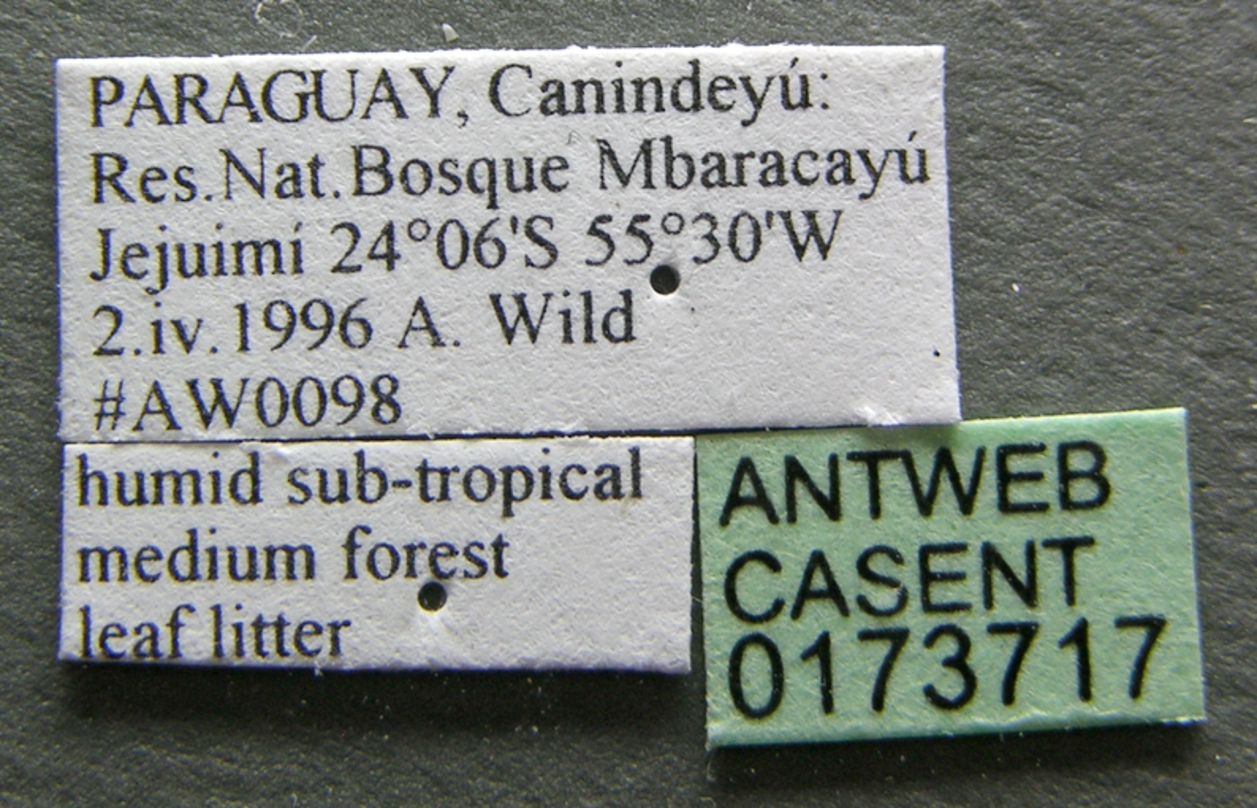
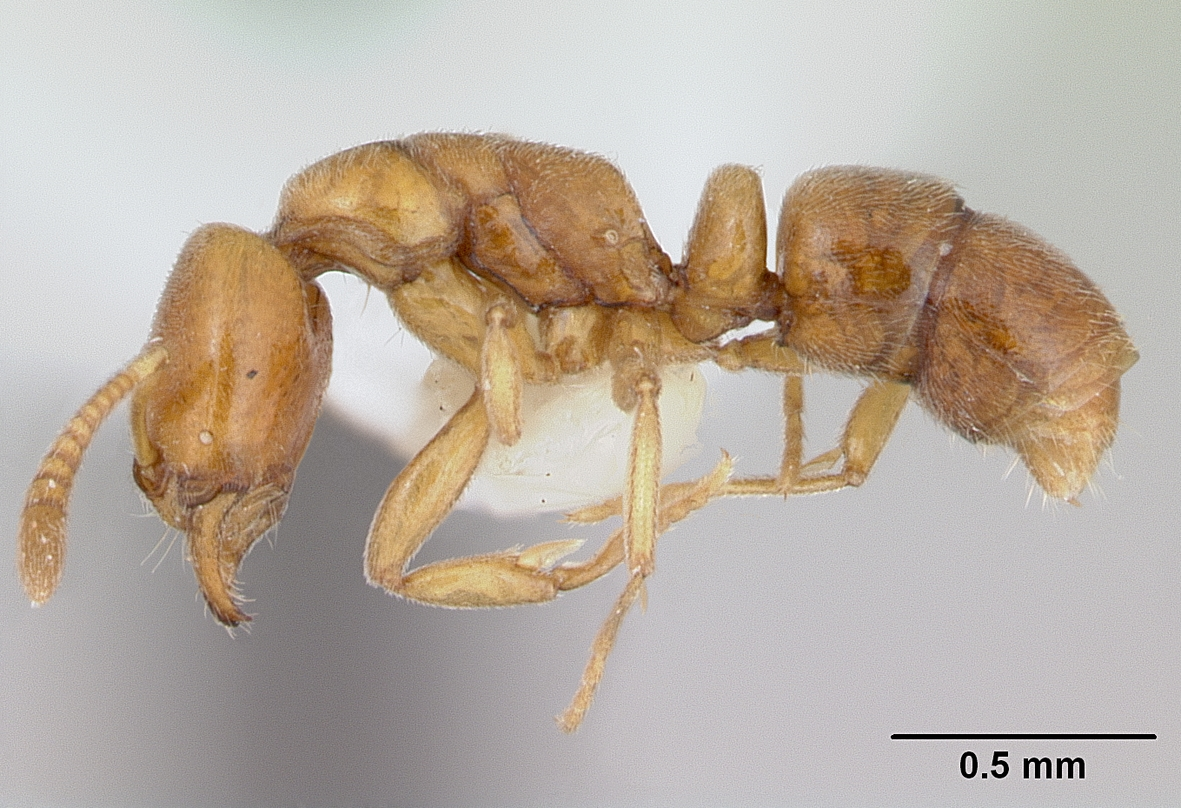